# Lone Justice
Lone Justice war eine amerikanische Rockband, die 1982 in der Clubszene von Los Angeles entstand. Die Gruppe mischte Roots Rock mit Elementen aus Country, Folk und Gospel.

## Biografie
Nachdem sich die Sängerin Maria McKee aus der Band ihres Halbbruders und Förderers verabschiedet hatte, bildete sie 1980 mit dem Sänger und Gitarristen Ryan Hedgecock unter dem Namen Lone Justice ein Akustik-Duo mit dem Repertoire-Schwerpunkt auf Country und Rockabilly. McKee spielte dabei auch Gitarre und Harmonium. Kennengelernt hatten sich die beiden bei einem Drive-in-Konzert in San Fernando Valley, weil sie über ihre baujahrgleichen Vehikel ins Gespräch kamen. Aus dieser ursprünglichen Besetzung entstand etwa 1982 unter Hinzunahme einer Rhythmussektion, bestehend aus Marvin Etzioni (Bass, Gesang) und Don Heffington (Schlagzeug), ein Bandgefüge. Mit dem Produzenten Jimmy Iovine entstand das 1985er Debütalbum Lone Justice, das sich auf mittleren Positionen der englischen und amerikanischen Charts platzieren konnte. Bereits die Vorauskopplung Ways to Be Wicked war ein kleiner Hit in den US-Charts. Die Folgesingle Sweet Sweet Baby (I’m Falling) war im Sommer ähnlich erfolgreich wie der Vorgänger. McKees warme Sopranstimme prägte sowohl den Sound als auch die Live-Shows der Gruppe, die besonders von Kritikern gelobt wurden.
Nach einer Umbesetzung aufgrund von musikalischen Differenzen im Jahr 1986 waren nur noch McKee und Hedgecock von der Originalbesetzung übrig. Dass es keine Entlassung gegeben habe, betonte McKee ausdrücklich. Neu dazugekommen waren Shayne Fontayne (Gitarre), Bruce Brody (Keyboard), Gregg Sutton (Bass) und Rudy Richman (Schlagzeug). Am 17. Oktober erschien das Album Shelter, das etwas weniger gut verkauft wurde als das vorangegangene Debüt. Die gleichnamige Single stieg im Januar 1987 auf Platz 47 in den USA, I Found Love zwei Monate später auf Platz 45 in England. Hedgecock war zu diesem Zeitpunkt ebenfalls längst weg. Bei ihm gaben familiäre Gründe den Ausschlag. Für Fontayne musste auch schon bald Ersatz gefunden werden. So kam Tony Gilkyson noch zu Mitgliedsehren, die allerdings nicht lange währten, weil sich die Gruppe, nachdem sich der gewünschte Erfolg nicht eingestellt hatte, noch 1987 trennte. Rückblickend gestand McKee, dass sie zu Shelter-Zeiten „[z]iemlich unkonzentriert und verwirrt“ gewesen sei, was sich im Songwriting widergespiegelt habe. Dennoch gebe es einige Lieder darauf, die sie weiterhin möge. McKee startete eine Solokarriere, Hedgecock arbeitete als Solist und gründete die Band Parlour James.

## Diskografie

### Alben
| Jahr | Titel        | Höchstplatzierung, Gesamtwochen, AuszeichnungChartplatzierungen (Jahr, Titel, Platzierungen, Wochen, Auszeichnungen, Anmerkungen) | Höchstplatzierung, Gesamtwochen, AuszeichnungChartplatzierungen (Jahr, Titel, Platzierungen, Wochen, Auszeichnungen, Anmerkungen) | Anmerkungen |
| Jahr | Titel        | UK | US | Anmerkungen |
| ---- | ------------ | --- | --- | ----------- |
| 1985 | Lone Justice | UK49 (2 Wo.)UK | US56 (25 Wo.)US |             |
| 1986 | Shelter      | UK84 (3 Wo.)UK | US65 (30 Wo.)US |             |

Weitere Alben
- 1993: BBC Radio 1 Live in Concert
- 2003: HMV Americana
- 2024: Viva Lone Justice

### Kompilationen
- 1999: This World Is Not My Home
- 2003: 20th Century Masters – The Millennium Collection: The Best of Lone Justice
- 2014: This Is Lone Justice: The Vaught Tapes, 1983

### Singles
| Jahr | Titel Album                    | Höchstplatzierung, Gesamtwochen, AuszeichnungChartplatzierungen (Jahr, Titel, Album, Platzierungen, Wochen, Auszeichnungen, Anmerkungen) | Höchstplatzierung, Gesamtwochen, AuszeichnungChartplatzierungen (Jahr, Titel, Album, Platzierungen, Wochen, Auszeichnungen, Anmerkungen) | Anmerkungen |
| Jahr | Titel Album                    | UK | US | Anmerkungen |
| ---- | ------------------------------ | --- | --- | ----------- |
| 1985 | Ways to Be Wicked              | UK77 (4 Wo.)UK | US71 (6 Wo.)US |             |
| 1985 | Sweet Sweet Baby (I’m Falling) | — | US73 (5 Wo.)US |             |
| 1987 | Shelter                        | — | US47 (12 Wo.)US |             |
| 1987 | I Found Love                   | UK45 (5 Wo.)UK | — |             |

Weitere Singles
- 1988: Wheels

### Videoalben
- 1987: Live
- 1999: Live at the Ritz